# Лагерблум, Пекка
Пекка Лагерблум (фин. Pekka Lagerblom; род. 19 октября 1982, Лахти, Хяме) — финский футболист, игравший на позиции полузащитника.

## Клубная карьера
Профессиональную карьеру начал в домашнем клубе «Лахти». За два сезона (2003 и 2004) Пекка сыграл в 55 матчах и забил 13 голов.
В январе 2004 года Лагерблум перешёл в немецкий клуб «Вердер» и уже в первом сезоне выиграл чемпионат и национальный кубок. Летом 2005 года был отдан в аренду в «Нюрнберг». За «Вердер» Пекка провёл 14 матчей.
Летом 2006 года перешёл в «Кёльн». За него Лагерблум провёл 27 матчей и забил 1 гол. Летом 2007 года Пекка перешёл в «Алеманию». За клуб из Ахена Лагерблум с 2007 по 2009 года провёл 40 матчей. 4 июня 2009 года Пекка подписал однолетний контракт с «Франкфуртом». В течение сезона Лагерблум принял участие в 13 матчах за клуб из Франкфурта-на-Майне.
6 июля 2010 года Пекка перешёл в «Штутгарт II». В течение сезона 2010/11 Лагерблум сыграл в 30 матах. В 2011 году Пекка подписал однолетний контракт с «РБ Лейпциг». За клуб из Лейпцига Лагерблум провёл только 7 матчей.
20 февраля 2013 года Пекка присоединился к финскому клубу «Мариехамн».
21 декабря 2013 года было анонсировано, что Пекка подпишет трёхлетний контракт с норвежским клубом «Хам-Кам». 26 июля 2014 года было объявлено, что Лагерблум покинет клуб.
17 июля 2014 года было объявлено, что Лагерблум перейдёт в шведский клуб «Онге» из четвёртого дивизиона Швеции. В дебютном матче за клуб против «Худиксвалля» Лагерблум получил травму.
8 января 2015 года был анонсирован переход Лагерблума в «Лахти».
В июле 2018 года он присоединился к команде «Хака».
В начале 2019 года в третий раз в своей карьере он перешёл в родной клуб «Лахти».
В сентябре 2019 года Лагерблум объявил о завершении игровой карьеры.

## Карьера за сборную
Дебют за национальную сборную Финляндии состоялся 16 ноября 2003 года в товарищеском матче против сборной Гондураса (2:1). Всего за сборную Пекка провёл 12 матчей.

## Достижения
- Чемпион Германии: 2003/04
- Обладатель Кубка Германии: 2003/04